# Lágrimas de amor (álbum)
Lágrimas de amor es el primer álbum de estudio de Camela. Fue lanzado en 1994 en España en formato CD y casete. Todos los temas fueron compuestos por Miguel Ángel Cabrera y se grabaron durante el invierno de 1994, bajo la dirección de Daniel Muneta. Estos se utilizaron también en formatos económicos: "Llorarás" y una posterior edición de "Lágrimas de amor". Los dos casetes de la serie económica poseían un tema inédito, siendo "Bella Lucia" la canción inédita del primero y "Ahora soy Feliz" la del segundo.
Nunca llegó a figurar en la lista AFYVE, ya que no fue registrado en esta asociación hasta 1995. Sin embargo, recibió un disco de platino (entonces 1.000.000 copias vendidas). Por lo que respecta a los formatos económicos, durante varios años se siguieron despachando en sectores externos a los grandes almacenes, con exitosos números. Llegaron a decuplicar esta cifra, sumando las ventas de todos los soportes.

## Listado de canciones
- Edición estándar

Todas las canciones escritas y compuestas por Miguel Ángel Cabrera Jimenez. 
| N.º   | Título                     | Escritor(es) | Duración |  |
| 1.    | «Lágrimas de amor»         |              | 3:58     |  |
| 2.    | «No te acerques a mí»      |              | 3:52     |  |
| 3.    | «Ilusiones»                |              | 3:48     |  |
| 4.    | «Más la quiero yo»         |              | 3:34     |  |
| 5.    | «Llorarás»                 |              | 4:14     |  |
| 6.    | «Mi madre, mi reina»       |              | 3:34     |  |
| 7.    | «Marioneta de su vida»     |              | 3:58     |  |
| 8.    | «Gaviota del amor»         |              | 3:55     |  |
| 9.    | «Sueña mi corazón»         |              | 3:43     |  |
| 10.   | «Estoy arrepentido»        |              | 4:03     |  |
| 11.   | «Estrellas de mil colores» |              | 3:21     |  |
| 12.   | «Te quiero a morir»        |              | 3:28     |  |
| 45:23 |                            |              |          |  |

- Edición de 1995 en Casete

Todas las canciones escritas y compuestas por Miguel Ángel Cabrera Jimenez. 
| N.º   | Título                             | Escritor(es) | Duración |  |
| 1.    | «Lágrimas de amor»                 |              | 3:58     |  |
| 2.    | «Te quiero a morir»                |              | 3:28     |  |
| 3.    | «Estrellas de mil colores»         |              | 3:21     |  |
| 4.    | «Ahora soy feliz»                  |              | 3:46     |  |
| 5.    | «Estoy arrepentido»                |              | 4:03     |  |
| 6.    | «Gaviota del amor»                 |              | 3:50     |  |
| 7.    | «Espina de amor (nueva versión)»   |              | 3:36     |  |
| 8.    | «Más la quiero yo (versión radio)» |              | 3:10     |  |
| 29:12 |                                    |              |          |  |